# 锁金村街道
锁金村街道是中国江苏省南京市玄武区下属的一个街道，位于玄武区东部，钟山西侧，以大型新村锁金村为主体，面积6平方公里，人口51459人（2004年），下辖10个居委会。